# Siaki Ika
Siaki Ika (Salt Lake City, 8 novembre 2000) è un giocatore di football americano statunitense che milita nel ruolo di defensive tackle per i Cleveland Browns della National Football League (NFL).

## Carriera

### Cleveland Browns
Ika al college giocò a football a LSU (2019-2020, vincendo il campionato NCAA nella prima stagione) e a Baylor (2021-2022). Fu scelto nel corso del terzo giro (98º assoluto) nel Draft NFL 2023 dai Cleveland Browns. Nella sua stagione da rookie disputò quattro partite, nessuna delle quali come titolare.